# Алдинга-Бич
Алдинга-Бич (англ. Aldinga Beach) — южный пригород Аделаиды (Южная Австралия). Расположен в городе Онкапаринга и имеет почтовый индекс 5173. Летом пляж является популярным местом для серфинга, плавания, подводного плавания и сноркелинга. Он выходит на водный заповедник, который был создан для защиты уникального рифа.

## История
Почтовое отделение в Алдинга-Бич открылось 1 марта 1960 года.

## Заповедники
В Алдинга-Бич есть две охраняемые территории — заповедник Алдинга-Скраб и водный заповедник на рифе Алдинга. Парк-заповедник Алдинга-Скраб расположен в южной части пригорода и на суше в прилегающем пригороде Селликс-Бич. Водный заповедник «Риф Алдинга» расположен непосредственно у берегов Алдинга-Бич и порта Виллунга и включает земли в приливной зоне обоих пригородов..

## Демография
По данным переписи 2016 года, проведенной Австралийским бюро статистики, в Алдинга-Бич было зарегистрировано 10 557 человек. Из них 47,9 % составляли мужчины и 52,1 % — женщины.
Большинство жителей (72,8 %) являются австралийцами по рождению, а другим распространённым ответом переписи была Англия (10,6 %).
Средний возраст жителей Алдинга-Бич составлял 35 год. Дети в возрасте от 0 до 14 лет составили 24,2 % населения, а люди в возрасте 65 лет и старше — 14,2 % населения.

## См .также
- Алдинга-Скраб (заповедник)
- Алдинга (бухта)